# دیومیه‌وو
دیومیه‌وو (انگلیسی: Dyumeyevo) یک شهرک در شهرستان ایلیشفسکی استان باشقیرستان کشور روسیه است.